# 宮城野原駅
宮城野原駅（みやぎのはらえき）は、宮城県仙台市宮城野区宮城野2丁目にある、東日本旅客鉄道（JR東日本）仙石線の駅である。

## 歴史
- 1926年（大正15年）1月1日：宮城電気鉄道の駅として開業[4]。
- 1944年（昭和19年）5月1日：宮城電気鉄道国有化により[3]、運輸通信省の駅となる。
- 1970年（昭和45年）9月1日：自動券売機を設置[5]。
- 1987年（昭和62年）4月1日：国鉄分割民営化により、東日本旅客鉄道（JR東日本）の駅となる[3]。
- 2000年（平成12年）3月11日：地下化[6]。駅位置は150メートルほど南東へ移動。
- 2002年（平成14年）12月19日：自動改札機を導入。
- 2003年（平成15年）10月26日：ICカード「Suica」の利用が可能となる[7]。
- 2010年（平成22年）3月26日：発車メロディを導入[8]。
- 2013年（平成25年）4月1日：直営駅（陸前原ノ町駅所属宮城野原駅在勤）から業務委託駅となる。
- 2022年（令和4年）1月31日：みどりの窓口の営業を終了[9]。
- 2024年（令和6年）10月1日：えきねっとQチケのサービスを開始[1][10]。

## 駅構造
島式ホーム1面2線を有する地下駅である。地下化以前は、相対式ホーム2面2線で2番ホーム（仙台方面）には朝のみ開設する臨時改札口があった。
東北楽天ゴールデンイーグルスの本拠地である宮城球場（楽天モバイルパーク宮城）の最寄り駅ということで、1番線の石巻方面ホームの壁にはマスコットのクラッチーナが描かれている。2番線の仙台・あおば通方面ホームの壁には同じくマスコットのクラッチが描かれている。また、駅コンコースや、球場に近い出入口には、壁一面にチームカラーであるクリムゾンレッドとチームロゴが描かれている。このほか、2010年（平成22年）3月26日から発車メロディを導入。楽天球団歌の「羽ばたけ楽天イーグルス」が採用された。
仙台地区センター管理の業務委託駅（JR東日本東北総合サービス委託）である。自動券売機、多機能券売機、自動改札機（Suica、えきねっとQチケ対応）が設置されている。
JRの特定都区市内制度における「仙台市内」の駅である。

### のりば
| 番線 | 路線    | 方向 | 行先               |
| ---- | ------- | ---- | ------------------ |
| 1    | ■仙石線 | 下り | 松島海岸・石巻方面 |
| 2    | ■仙石線 | 上り | 仙台・あおば通方面 |

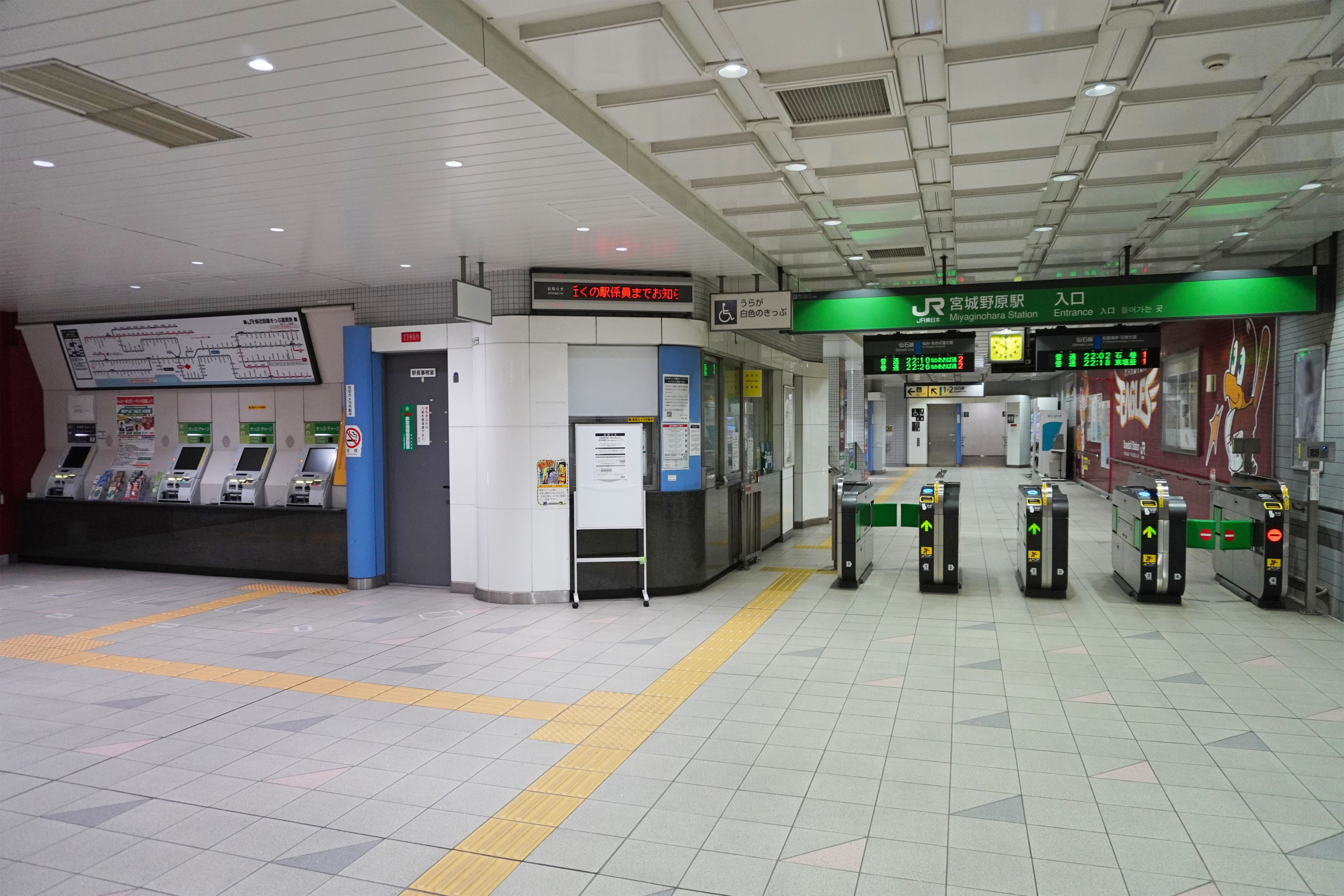
改札口と切符売り場（2023年5月）
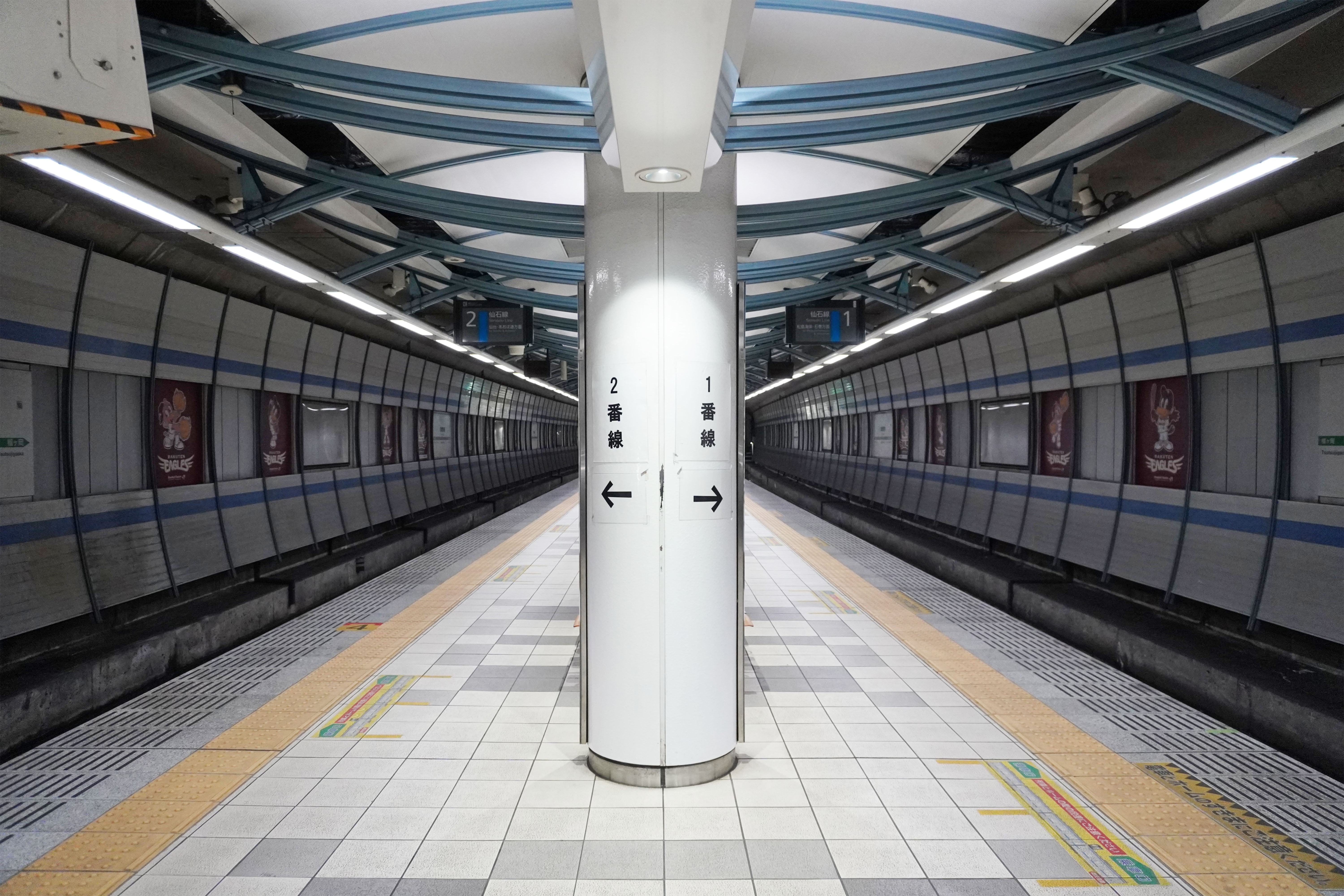
ホーム（2023年5月）

## 利用状況
JR東日本によると、2023年度（令和5年度）の1日平均乗車人員は5,570人である。
1998年度（平成10年度）以降の推移は以下のとおりである。
| 1日平均乗車人員推移 | 1日平均乗車人員推移 | 1日平均乗車人員推移 | 1日平均乗車人員推移 | 1日平均乗車人員推移 |
| 年度                | 定期外              | 定期                | 合計                | 出典                |
| ------------------- | ------------------- | ------------------- | ------------------- | ------------------- |
| 1998年（平成10年）  | 1,748               | 3,196               | 4,944               | [ 市 1 ]            |
| 1999年（平成11年）  | 1,790               | 3,146               | 4,936               | [ 市 1 ]            |
| 2000年（平成12年）  | 2,007               | 3,462               | 5,469               | [ J 2 ] [ 市 1 ]    |
| 2001年（平成13年）  | 1,901               | 3,370               | 5,271               | [ J 3 ] [ 市 1 ]    |
| 2002年（平成14年）  | 1,793               | 3,175               | 4,968               | [ J 4 ] [ 市 2 ]    |
| 2003年（平成15年）  | 1,750               | 3,131               | 4,881               | [ J 5 ] [ 市 2 ]    |
| 2004年（平成16年）  | 1,739               | 3,077               | 4,816               | [ J 6 ] [ 市 2 ]    |
| 2005年（平成17年）  | 2,237               | 3,343               | 5,581               | [ J 7 ] [ 市 2 ]    |
| 2006年（平成18年）  | 2,098               | 3,380               | 5,478               | [ J 8 ] [ 市 2 ]    |
| 2007年（平成19年）  | 2,194               | 3,507               | 5,701               | [ J 9 ] [ 市 3 ]    |
| 2008年（平成20年）  |                     |                     | 5,772               | [ J 10 ] [ 市 4 ]   |
| 2009年（平成21年）  |                     |                     | 5,648               | [ J 11 ] [ 市 4 ]   |
| 2010年（平成22年）  |                     |                     | 5,429               | [ J 12 ] [ 市 4 ]   |
| 2011年（平成23年）  | 非公表              | 非公表              | 非公表              | [ 市 4 ]            |
| 2012年（平成24年）  | 2,036               | 3,208               | 5,244               | [ J 13 ] [ 市 4 ]   |
| 2013年（平成25年）  | 2,268               | 3,830               | 6,099               | [ J 14 ] [ 市 5 ]   |
| 2014年（平成26年）  | 2,270               | 3,817               | 6,087               | [ J 15 ] [ 市 5 ]   |
| 2015年（平成27年）  | 2,310               | 3,969               | 6,279               | [ J 16 ] [ 市 5 ]   |
| 2016年（平成28年）  | 2,276               | 3,984               | 6,261               | [ J 17 ] [ 市 5 ]   |
| 2017年（平成29年）  | 2,367               | 3,907               | 6,275               | [ J 18 ] [ 市 5 ]   |
| 2018年（平成30年）  | 2,243               | 3,826               | 6,070               | [ J 19 ] [ 市 6 ]   |
| 2019年（令和元年）  | 2,234               | 3,921               | 6,155               | [ J 20 ] [ 市 6 ]   |
| 2020年（令和02年）  | 1,178               | 3,466               | 4,645               | [ J 21 ] [ 市 6 ]   |
| 2021年（令和03年）  | 1,523               | 3,439               | 4,962               | [ J 22 ] [ 市 6 ]   |
| 2022年（令和04年）  | 1,854               | 3,437               | 5,291               | [ J 23 ]            |
| 2023年（令和05年）  | 1,964               | 3,606               | 5,570               | [ J 1 ]             |

1日平均乗車人員（単位：人/日）

## 駅周辺
- 宮城野原公園総合運動場
  - 宮城球場（楽天モバイルパーク宮城）
  - 仙台市陸上競技場（弘進ゴム アスリートパーク仙台）
- 国立病院機構仙台医療センター
- 仙台国立病院前郵便局
- 聖和学園高等学校（薬師堂キャンパス）
- 仙台育英学園高等学校（宮城野キャンパス）
- 秀光中学校
- 仙台市立仙台工業高等学校
- 仙台市立仙台大志高等学校
- 仙台市立宮城野中学校
- 仙台市立東華中学校
- ジェイアールバス東北仙台支店
- JR貨物東北本線宮城野貨物支線：仙台貨物ターミナル駅
- 苦竹の乳銀杏（国の天然記念物）
- 日本年金機構 仙台東年金事務所

## 隣の駅
東日本旅客鉄道（JR東日本）
■仙石線
榴ケ岡駅 - 宮城野原駅 - 陸前原ノ町駅

### 記事本文
1. 1 2 3 4 5  “駅の情報（宮城野原駅）：JR東日本”.   東日本旅客鉄道. 2024年8月27日時点のオリジナルよりアーカイブ。2024年10月2日閲覧。
2. 1 2  『週刊 JR全駅・全車両基地』 13号 仙台駅・船岡駅・松島海岸駅ほか70駅、朝日新聞出版〈週刊朝日百科〉、2012年11月4日、25頁。
3. 1 2 3  石野哲 編『停車場変遷大事典 国鉄・JR編 II』（初版）JTB、1998年10月1日、476頁。ISBN 978-4-533-02980-6。
4. ↑  「地方鉄道駅設置」『官報』1926年1月30日（国立国会図書館デジタル化資料）
5. ↑  「仙石線営業体制近代化 順調に移行」『交通新聞』交通協力会、1970年9月5日、1面。
6. ↑  「JR年表」『JR気動車客車編成表 '00年版』ジェー・アール・アール、2000年7月1日、186頁。ISBN 4-88283-121-X。
7. ↑  『2003年10月26日（日）仙台エリアSuica（スイカ）デビュー!』（PDF）（プレスリリース）東日本旅客鉄道、2003年8月21日。オリジナルの2020年5月26日時点におけるアーカイブ。2020年5月26日閲覧。
8. 1 2 3  『宮城野原駅発車ベル「楽天イーグルス球団歌」に変更および記念セレモニー開催について』（PDF）（プレスリリース）東日本旅客鉄道仙台支社、2010年3月24日。オリジナルの2010年11月24日時点におけるアーカイブ。2020年12月11日閲覧。
9. ↑  “駅の情報（宮城野原駅）：JR東日本”.   東日本旅客鉄道. 2021年12月27日時点のオリジナルよりアーカイブ。2021年12月27日閲覧。
10. ↑  『Suicaエリア外もチケットレスで! 東北エリアから「えきねっとQチケ」がはじまります』（PDF）（プレスリリース）東日本旅客鉄道、2024年7月11日。オリジナルの2024年7月11日時点におけるアーカイブ。2024年8月11日閲覧。
11. 1 2  “JR東日本：駅構内図・バリアフリー情報（宮城野原駅）”.   東日本旅客鉄道. 2024年10月2日閲覧。

### 利用状況
JR東日本
1. 1 2  “各駅の乗車人員（2023年度）”.   東日本旅客鉄道. 2024年7月23日閲覧。
2. ↑  “各駅の乗車人員（2000年度）”.   東日本旅客鉄道. 2019年2月10日閲覧。
3. ↑  “各駅の乗車人員（2001年度）”.   東日本旅客鉄道. 2019年2月10日閲覧。
4. ↑  “各駅の乗車人員（2002年度）”.   東日本旅客鉄道. 2019年2月10日閲覧。
5. ↑  “各駅の乗車人員（2003年度）”.   東日本旅客鉄道. 2019年2月10日閲覧。
6. ↑  “各駅の乗車人員（2004年度）”.   東日本旅客鉄道. 2019年2月10日閲覧。
7. ↑  “各駅の乗車人員（2005年度）”.   東日本旅客鉄道. 2019年2月10日閲覧。
8. ↑  “各駅の乗車人員（2006年度）”.   東日本旅客鉄道. 2019年2月10日閲覧。
9. ↑  “各駅の乗車人員（2007年度）”.   東日本旅客鉄道. 2019年2月10日閲覧。
10. ↑  “各駅の乗車人員（2008年度）”.   東日本旅客鉄道. 2019年2月10日閲覧。
11. ↑  “各駅の乗車人員（2009年度）”.   東日本旅客鉄道. 2019年2月10日閲覧。
12. ↑  “各駅の乗車人員（2010年度）”.   東日本旅客鉄道. 2019年2月10日閲覧。
13. ↑  “各駅の乗車人員（2012年度）”.   東日本旅客鉄道. 2019年2月10日閲覧。
14. ↑  “各駅の乗車人員（2013年度）”.   東日本旅客鉄道. 2019年2月10日閲覧。
15. ↑  “各駅の乗車人員（2014年度）”.   東日本旅客鉄道. 2019年2月10日閲覧。
16. ↑  “各駅の乗車人員（2015年度）”.   東日本旅客鉄道. 2019年2月10日閲覧。
17. ↑  “各駅の乗車人員（2016年度）”.   東日本旅客鉄道. 2019年2月10日閲覧。
18. ↑  “各駅の乗車人員（2017年度）”.   東日本旅客鉄道. 2019年2月10日閲覧。
19. ↑  “各駅の乗車人員（2018年度）”.   東日本旅客鉄道. 2019年7月18日閲覧。
20. ↑  “各駅の乗車人員（2019年度）”.   東日本旅客鉄道. 2020年7月12日閲覧。
21. ↑  “各駅の乗車人員（2020年度）”.   東日本旅客鉄道. 2021年7月26日閲覧。
22. ↑  “各駅の乗車人員（2021年度）”.   東日本旅客鉄道. 2022年8月10日閲覧。
23. ↑  “各駅の乗車人員（2022年度）”.   東日本旅客鉄道. 2023年7月13日閲覧。

仙台市統計書
1. 1 2 3  “121.仙台市内JR各駅の旅客輸送状況” (xls). 仙台市統計書（平成14年版）-13.交通・運輸・通信.   仙台市. 2024年9月24日時点のオリジナルよりアーカイブ。2024年9月25日閲覧。
2. 1 2 3 4 5  “116.仙台市内JR各駅の旅客輸送状況（一日平均乗車人員）” (xls). 仙台市統計書（平成19年版）.   仙台市. 2024年9月24日時点のオリジナルよりアーカイブ。2024年9月25日閲覧。
3. ↑  “116.仙台市内JR各駅の旅客輸送状況（一日平均乗車人員）” (xls). 仙台市統計書（平成20年版）.   仙台市. 2024年9月24日時点のオリジナルよりアーカイブ。2024年9月25日閲覧。
4. 1 2 3 4 5  “107.仙台市内JR各駅の旅客輸送状況（一日平均乗車人員）” (xls). 仙台市統計書（平成25年版）.   仙台市. 2024年9月24日時点のオリジナルよりアーカイブ。2024年9月25日閲覧。
5. 1 2 3 4 5  “13-1.仙台市内JR各駅の旅客輸送状況（一日平均乗車人員）” (Excel). 仙台市統計書（平成30年版）.   仙台市. 2019年5月9日時点のオリジナルよりアーカイブ。2019年5月9日閲覧。
6. 1 2 3 4  “13-1.仙台市内JR各駅の旅客輸送状況（一日平均乗車人員）” (xlsx). 仙台市統計書（令和4年版）.   仙台市. 2024年9月24日時点のオリジナルよりアーカイブ。2024年9月25日閲覧。